# Сумбауанга (град)
Сумбауанга (на английски и на суахили: Sumbawanga) е град в Западна Танзания, разположен в западния клон на Източноафриканската рифтова долина. Той е административен център на огромния, но слабо населен регион Руква. Това е най-голямото селище в продължение на 500 km между Мпанда и Тундума по магистралата Танзам. Според преброяването от 2002 година населението на града е 74 890 души, а на общината – 147 483.
Името на града на езика на местното племе уафипа (фипа) се превежда като „изхвърли своите вещерски занимания“, което вероятно произтича от местни суеверия и практики, свързани с духовни лечители.
Сумбауанга е разположен на надморска височина 1700 m. На запад от града се издига планинската верига Мбизи, на север е разположен националният парк Катави, а на изток – ловният резерват Езеро Руква. Близо до града се намират и атрактивните водопади Каламбо.

## Население
Градът е населен главно с членове на племето уафипа. Според последното преброяване от 2002 година населението на общината възлиза на 147 483 души, от които 75 931 жени и 71 552 мъже. Разпределени са в 13 района, от които 2 градски, 4 смесени и 7 селски. Градските райони са Мазуи и Изия, а смесените – Малангали, Катандала, Кизуите и Стара Сумбауанга. Тези 6 района съставляват територията на града, чието население през 2002 година достига 74 890 души. Селските райони включват Нтендо, Сенга, Моло, Пито, Миланзи, Матанга и Касенсе. В общината има 30 470 домакинства, а средната семейна структура на населението е 4,8.
Ръстът на населението в града през годините е както следва:
- 1978 година – 28 586 души
- 1988 година – 47 878 души
- 2002 година – 74 890 души

При заложен темп на растеж от 4% се очаква, че през 2025 година населението ще достигне 210 хил. жители.
Сумбауанга е много известен в цялата страна с целителите и шаманите на племето уафипа. Неслучайно поради тази причина много политически дейци посещават града, търсейки тяхното одобрение.

## Климат
Климатът в града е благоприятен, с един дъждовен сезон от ноември до април. Годишното количество на валежите варира от 800 до 1200 mm. Средногодишната максимална температура е между 24 °С и 27 °С, а минималната – между 13 °С и 16 °С. Средната годишна температура е 17,8 °C.
| Показател                   | януари | февруари | март | април | май | юни | юли | август | септември | октомври | ноември | декември | годишно |
| --------------------------- | ------ | -------- | ---- | ----- | --- | --- | --- | ------ | --------- | -------- | ------- | -------- | ------- |
| Максимална температура (°C) | +23    | +24      | +24  | +24   | +23 | +23 | +24 | +25    | +26       | +27      | +25     | +24      | +24,4   |
| Минимална температура (°C)  | +14    | +14      | +13  | +13   | +13 | +6  | +6  | +8     | +10       | +13      | +13     | +14      | +11,3   |
| Средни месечни валежи (mm)  | 174    | 165      | 165  | 105   | 21  | 9   | 0   | 1      | 4         | 30       | 105     | 181      | 960     |

Почвите са плодородни, подходящи за растежа на широк спектър от земеделски култури.

## Градска среда
Сумбауанга е търговският и административен център на регион Руква. Той е седалище на някои правителствени организации, както и на отдела за управление на транспорта в региона. В града има два конферентни центъра – към Моравската църква със 70 легла, ресторант и конферентни зали и Libori. Тук се намират клонове на няколко банки – от 1997 година – на „Национална търговска банка“ (National Bank of Commerce NBC), от 1996 – на „Банка за кооперативно развитие на селските райони“ (Cooperative Rural Development Bank CRDB), „Пощенска банка ООД“ и „Банка NGO“ за кредитни улеснения и малки заеми.
В центъра на града е разположен неголям пазар, където могат да се намерят местни селскостопански продукти. Това включва царевица, плодове, птици и риби. Продават се и много вносни стоки – пластмасови изделия, електроника, както и велосипеди и резервни части.
В града има няколко хотела, като един от най-добрите е новопостроеният „Mbizi Forest“ с бар, градина и ресторант. В центъра на града се намира Моравският конферентен център, горните етажи на който са организирани като хотелски единични, двойни и тройни стаи. Услугите включват кафене, зала за хранене, бизнес център с факс и имейл услуги, както и сателитна телевизия. Друг добър, макар и не нов хотел е „Upenda View Inn“. Намира се на две пресечки от автогарата и към него има градина, бар и ресторант с домашна храна.
Градът е център на независимата провинция на моравската църква в регион Руква, която е със сериозно влияние сред населението. Това се отнася особено за членовете на племената уалунгу, уанямнези и уанямуанга. Тя има собствено управление от епископ и провинциален съвет. Църквата е организирала и управлява „Библейски колеж Млимани“ за обучение на евангелистки проповедници.
В южния край на града се намира манастир на Бенедиктинския орден.

## Здравеопазване
В Сумбауанга се намира най-голямата болница в региона – „Главна болница на Руква“, дейността на която се финансира от правителството. Тук работи и по-малката „Д-р Атиман“, управлявана от католическата епархия в града.
Едно от най-разпространените заболявания в града и общината е маларията. През 2011 година 65 339 души в региона са заболели и само 1712 са достигнали до здравно заведение. От тях 39 953 са деца. Смъртните случаи за годината, причинени от маларията са 37, от които 26 деца.
Според Световната здравна организация (СЗО), обрязването на мъжете може да намали инфекцията с вируса на СПИН с почти 60%. По тази причина в града и региона е подета кампания за обрязване, а болните от СПИН са намалели от 6 на 4%. През последните 10 години над 4000 души в града са се подложили доброволно на тази процедура.
Почти 100% от децата на възраст до 5 години са ваксинирани против полиомиелит през 2010 година. Заболяването е широко разпространено в Африка, а кампанията е подета в резултат на избухването на болестта в съседната Демократична република Конго и особено силно в област Kalemie по протежение на брега на езерото Танганика, граничеща с регион Руква. Танзания е сред малкото страни, които са изпълнили препоръките на СЗО във връзка с това заболяване, благодарение на което последният случай на полиомиелит е отбелязан през 1966 година.

## Спорт
В западната част на централна Сумбауанга е изграден стадионът „Нелсън Мандела“.

## Икономика
Местната икономика е много слабо развита и до голяма степен зависи от селското стопанство в региона. Дребните обекти на малкия бизнес се основават главно на неговата продукция. Сериозно затруднение представляват лошите пътища, които не могат да бъдат използвани през дългия дъждовен сезон. Поради това селскостопанската продукция трудно достига до пазарите. Сериозна пречка за развитието на промишлеността са лошата инфраструктура, ниското ниво на технологиите, липсата на институции за финансиране и кредитиране, ниският образователен ценз на голямата част от населението.
В града има няколко дребни предприятия. Производството на тухли се извършва от частни лица. Съществуват няколко много малки леярни, произвеждащи дребни метални продукти. В града има три частни фурни, които произвеждат хляб само за местна консумация. Предприятия на хранително-вкусовата промишленост не съществуват.

## Транспорт
Междуградският път Тундума – Лаела – Сумбауанга започва от границата на Танзания със Замбия, свързва се със западния път покрай езерата Танганика и Виктория и обслужва също Руанда, Бурунди и Уганда. Реконструкцията на част от пътя е завършена през 2009 година и сега осигурява по-ефективно транспортиране на селскостопанската продукция до пазарите в районите на потребление и насърчава регионалната интеграция.
През 2012 година текат ремонтни работи по 95 километров участък от пътя между Сумбауанга и Лаела, което включва асфалтиране на трасето, рехабилитация на един мост и изграждане на три нови.
През 2012 година се извършва основен ремонт и на пътя от Сумбауанга до пристанището в Касанга, който е едно от ключовите звена за региона и дава възможност за увеличаване на търговията през езерото Танганика. Работата включва превръщането на наличния черен път от 112 km в асфалтирана магистрала по международните стандарти, изграждането на един нов мост, полагането на дренажни тръби, защита от ерозия и изграждане на други спомагателни съоръжения.
Най-добре развит е автобусният транспорт за връзка между града и околните селища. През сухия сезон ежедневно се движат няколко автобуса до Мбея през Тундума и един автобус до Мпанда. Пътят до Мбея с автобус трае около 8 часа, проходим е по време на сухия период и почти непроходим през дъждовния. Два автобуса седмично и няколко пикапа дневно пътуват до Касанга на езерото Танганика.
Железопътният транспорт се осъществява чрез 210 километровата жп линия, свързваща Сумбауанга с град Табора през Мпанда.
В северната част на града, на надморска височина 1804 m има малко летище с дължина на пистата 1500 метра. Използва се само за чартърни полети.

## Водоснабдяване и канализация
Водоизточниците на града включват малки реки, подпочвени води, извори и валежи. Ползват се водите на шест малки рекички, протичащи през естествената гора в Мбизи, на около 10 km източно от Сумбауанга. Освен това се разчита на 17 обществени сондажа, три от които са оборудвани с малки електрически помпи, а останалите работят с ръчни помпи.
Нуждите на населението на града от питейна вода за 2012 година възлиза на 9000 m3/ден. За 2025 година се очаква те да нараснат на 28 600 m3/дневно. Съществуващите повърхностни водоизточници в Мбизи не могат да задоволят настоящите нужди на населението от вода. През дъждовния сезон капацитетът им е 6000 m3/ден, а през сухия пада до 2000 m3/ден. Няколкото допълнителни малки потоци около града имат много нисък капацитет.
През 2012 година вследствие на постоянното изсичане на гората в Мбизи и умишлено предизвикан пожар, повечето от основните водоизточници в общината са унищожени. Това причинява огромен и рязък спад във водоснабдяването и се стига до остър недостиг на вода в града и околностите му. Проблемът продължава повече от два месеца и води до големи неудобства за жителите, предимно за жените, които прекарват много часове в търсене, чакане на дълги опашки и носене на вода. Очаква се два водоизточника, които са в процес на изграждане, да бъдат завършени и да облекчат тежката ситуация. Това включва пробиване на 13 нови кладенеца по поречието на река Lichwe, рехабилитация на старите водопроводи, включително монтаж на нови тръби за изпомпване на вода от извора в града.
В Сумбауанга няма изградена канализационна система и домакинствата зависят основно от индивидуалните септични ями.

## Любопитно
Според романа на Джоан Роулинг „Хари Потър“, най-силният отбор по магическата игра куидич в света, се намира именно в град Сумбауанга и носи името „Слънчевите лъчи на Сумбауанга“.